# ویلیج (اکلاهما)
ویلیج(به انگلیسی: The Village) شهری در ایالت اکلاهما کشور ایالات متحده آمریکا است که جمعیت آن در سرشماری سال ۲۰۱۰ میلادی، ۸٬۹۲۹ نفر بوده‌است.